# Ту-144
Ту-144 — перший у світі надзвуковий пасажирський літак. Розроблений КБ Туполєва в 1960-ті роки. У комерційній експлуатації використовувався з 1975 до 1983 року (з 1 листопада 1977 до 1 червня 1978 пасажирські перевезення).

## Передумови створення
У першій половині 1960-х рр. виникла реальна економічна потреба в НПЛ. Потреба була не стільки в літаку з більшою швидкістю, скільки в літаку з більшою висотою польоту. Пов'язана вона була з недосконалістю тодішніх систем управління повітряним рухом (УПР), які перестали справлятися з усе зростаючим числом лайнерів, насамперед на трансатлантичних маршрутах. Оскільки робочий ешелон НПЛ становить 16—22 тисячі метрів, проти 9—11 тисяч у дозвукових літаків, це відкривало своєрідний «другий поверх» на кожній із трас і збільшувало їхню пропускну здатність. Реальною альтернативою НПЛ у той час також стало створення літаків великої пасажиромісткості — вони теж дозволяли зняти напруженість з систем УПР. НПЛ в 1960-ті мало не погубили «Боїнг-747». оскільки в США існувала національна програма створення НПЛ, яку з 1963 р. координував спеціальний парламентський комітет на чолі з віцепрезидентом США. Однак підготовка польоту на Місяць спричинила відмову від розробки в США свого надзвукового літака.
У Європі до задачі створення НПЛ підійшли більш системно, намагаючись зменшити її залежність від політичної кон'юнктури. У Великій Британії ще в 1955 р. було створено спеціальний комітет для досліджень НПЛ, який об'єднав 9 найбільших авіаційних організацій країни. Через 4 роки комітет опублікував перші рекомендації щодо будівництва пасажирського літака зі швидкістю М=2. Спираючись на досвід польотів експериментального літака FD2, англійці стверджували, що найвигіднішою для НПЛ є схема «безхвостка» з трикутним крилом. Розробкою попереднього проєкту такого літака зайнялася Бристольська філія Британської авіаційної корпорації ВАС. Під назвою ВАС 223 цей проєкт був завершений у 1960 р. У Франції роботи почалися в 1956 р, і через 5 років фірма «Сюд авісьйон» за участю «Дассо» і «Нор Аві-Сьйон» завершила проєкт НПЛ «Супер Каравела», модель якого демонструвалася на Паризькому салоні 1961 року. Одним із найважливіших підсумків попередніх робіт стало усвідомлення, що вартість створення НПЛ є настільки великою, що перевищує індивідуальні можливості і Франції, і Великої Британії. Опинившись перед такою проблемою, вони вирішили об'єднати зусилля. 5 жовтня 1962 року між ВАС і «Сюд авісьйон» було підписано угоду про спільну розробку НПЛ «Конкорд» (Con-corde — згода), потім вийшла відповідна міжурядова угода. За основу для розробки був прийнятий французький проєкт, але з англійськими двигунами.
Отже, у першій половині 1960-х рр. і Європа, і США інтенсивно працювали над створенням НПЛ, який здавався тоді надзвичайно перспективним. Спостерігаючи за цим, Радянський Союз, який претендував на роль володаря всіх передових досягнень людства, просто не міг залишатися осторонь. Крім того, величезні простори СРСР, інтенсивне освоєння північних і східних регіонів країни дозволяли говорити про реальну потребу в надзвуковому літаку для внутрішніх ліній.

## Історія створення
16 липня 1963 року було прийнято Постанову ЦК КПРС і Ради Міністрів СРСР № 798-271 «Про створення ОКБ А. М. Туполєва НПЛ Ту-144 з чотирма реактивними двигунами і про будівництво партії цих літаків». Там же визначався розробник двигуна ДКБ, яким керував М. Д. Кузнецов. Згідно з документом, швидкість нового літака мала бути в діапазоні 2300—2700 км / год, число пасажирів — скласти 80—100 осіб, практична дальність польоту при нормальній злітній масі 120—130 т — бути не нижчою 4000—4500 км, а при масі перевантаження з підвісними баками і при скороченні числа пасажирів до 30—50 осіб — 6500 км. Одночасно мала бути опрацьована можливість безпосадочного перельоту СРСР-США. Через величезний авторитет А. М. Туполєва ці дані відображали не стільки потреби замовника, скільки можливості розробника літака. Вони були заявлені самим Генеральним конструктором і лише узгоджені з рядом високопосадових осіб держави, у тому числі з керівництвом Міністерства цивільної авіації (МЦА).
Проте названі характеристики, що базувалися, переважно, на проєкті Ту-135, дослідження якого продовжувалися протягом 1962—1963 рр., не відповідали реальним потребам радянської цивільної авіації (ЦА). Зокрема, не забезпечувався нормальний політ із повним пасажирським завантаженням по головній, як планувалося, надзвуковій трасі Москва — Хабаровськ протяжністю 6280 км. З цієї причини низка співробітників МЦА схилялися до думки, що такий літак Аерофлоту не потрібен. Своєю чергою, чиновники Міністерства авіаційної промисловості (МАП) стверджували, що долетіти на Далекий Схід можна і з однією проміжною посадкою і що пов'язана з нею втрата 1,5 год є незначною. З урахуванням великої політичної волі до створення НПЛ 10 вересня 1964 року міністр ЦА СРСР Є. Ф. Логінов затвердив нові, компромісні вимоги до літака, що передбачали доставку до Хабаровська не менше 70—80 пасажирів без проміжної посадки. Потім було видано ще 4 постанови уряду та понад 10 рішень Військово-промислової комісії (ВПК) при Президії Ради міністрів. Усі вони пов'язані або з уточненням характеристик літака, або з перенесенням термінів його пред'явлення на випробування, які постійно зривалися.
До літа 1965 р. найважливіші конструктивно-компонувальні рішення з літака вже були прийняті, і в липні А. М. Туполев офіційно пред'явив МЦА ескізний проєкт Ту-144.
Проте вже в той період стало зрозуміло, що отримати задані характеристики на створюваному літаку неможливо. Основними причинами цього були недостатня аеродинамічна якість (близько 7, а треба було більше 8), малі коефіцієнти підйомної сили, велика маса порожнього спорядженого літака (для дослідного зразка цей параметр виявився рівним 84 т, що на 20 (!) тони перевищив розрахункову величину). Тим не менше, щоби не втрачати темпу робіт, було вирішено продовжити створення цього варіанту Ту-144, вважаючи його експериментальним, або демонстратором технологій. Побудова і випробування його дозволили б отримати необхідний досвід, а перед запуском у серію Ту-144 все одно вимагав би доопрацювання. Виходячи з цієї логіки, вже 12 грудня 1966 року рішенням ВПК № 290 Генеральному конструкторові Туполєву спільно з ЦАГІ, ЦІАМ і МГА було доручено опрацювати пропозиції щодо поліпшення льотно-технічних та економічних характеристик Ту-144. Такі пропозиції незабаром були дані, і 30 червня наступного року виходить нове рішення ВПК «Про будівництво літаків Ту-144 з поліпшеними льотно-технічними характеристиками».

## Народження «Нульовки»
Складання і відпрацювання першого дослідного літака, так званої «нульовки», оскільки серійний номер літака був № 00-00, а бортове позначення СССР-68001, йшли напружено. У ДКБ Туполєва вдалося організувати будівництво літака практично паралельно з його проєктуванням. При цьому досліджувалось одне з найголовніших питань програми — наскільки можна використовувати вже освоєні технології і яке нове виробниче обладнання необхідно замовити. Особливої гостроти проблемі надавало застосування в конструкції Ту-144 титанових сплавів, у зв'язку з чим довелося розробляти нові зварювальні агрегати й верстати.
Одночасно з роботами, які виконувалися на дослідній машині, величезні сили були скеровані на створення наземних стендів. На них проходили відпрацювання всі найважливіші конструктивно-компонувальні рішення, а згодом стенди послужили потужним інструментом сертифікації Ту-144.
Загалом було створено 80 натурних стендів, включаючи стенди:
- силової установки;
- відпрацювання паливної системи на гарячому і холодному паливі;
- стенд блискавкозахисту;
- комплексний стенд системи управління;
- натуральний тепловий стенд з системою кондиціонування;
- інші.

Наявність їх дозволила не тільки вивести на льотні випробування літак, який був великою мірою відпрацьований, але і вперше в СРСР розробити комплексну систему оцінки відмов з урахуванням їх наслідків. До побудови дослідного Ту-144 залучалися Воронезький і Куйбишевський авіазаводи, які надалі брали участь у його серійному виробництві. Всі елементи «нульовки» були виготовлені і доставлені на Жуковську льотно-випробувальну і доводочну базу (ЖЛВіДБ) на початку 1968 р., до літа більшість систем вже пройшли відпрацювання на стендах і були змонтовані на борту, а 9 жовтня складання лайнера повністю завершилося.

### Конструкційні особливості
Уперше у світі абсолютно всі системи літака резервовані чотириразово. У системі управління кожен з елеронів розрізаний на 4 секції. Секція приводиться в рух двома гідравлічними бустерами, а сам бустер пов'язаний із незалежною гідросистемою. Заклинювання і навіть руйнування секції не призводило до аварії літака. Це ж стосується і керма напряму, розділеного на дві незалежні секції. Гідросистеми живилися від восьми гідронасосів — по два на кожному двигуні. Резервовані і системи випуску і прибирання шасі, управління носовим обтічником, кондиціонування повітря, пілотажно-навігаційне обладнання.

## Літак аналог МіГ-21І
Ту-144 був революційним літаком в історії радянського авіапрому, і програма його створення відрізнялася величезним технічним ризиком. Одним із заходів його зниження стало будівництво та випробування невеликого надзвукового літака, аналогічного Ту-144 за аеродинамічною схемою. Серед головних завдань літака-аналога було рішення давньої суперечки про можливе «просідання» безхвостого літака з крилом малого подовження при вирівнюванні під час приземлення. Деякі фахівці побоювалися, що при відхиленні елеронів вгору для збільшення кута атаки підйомна сила в перший момент буде падати і лише після виходу на порівняно великі кути знову зросте. Такий ефект міг би привести до різкої і дуже небезпечної втрати висоти, коли літак, перебуваючи біля самої землі, буде виконувати вирівнювання. Крім того, практичного уточнення вимагала більшість питань стійкості і керованості літака безхвостої схеми на всіх польотних режимах.
За основу при створенні аналога був узятий добре освоєний МіГ-21, який оснастили новим крилом, що являє собою пропорційно зменшене крило Ту-144. Всі поверхні управління також були виконані аналогічно. Нова машина, що отримала назву МіГ-21І, була побудована спільними зусиллями ДКБ А. І. Мікояна, Горьковського та Воронезького авіазаводів. Вже з перших польотів, які розпочалися 18 квітня 1968 р., літак став відігравати важливу роль у програмі створення НПЛ. Польоти на ньому не виявили ніякого «просідання», навпаки — аналог виявився досить летючим. Ця особливість, названа екранним ефектом, спільна для всіх літаків із крилом малого подовження, була виявлена вперше. На поверхні крила другого примірника МіГ-21І змонтували датчики повного та статичного тисків, саме крило обклеїли шовковими волокнами, а у фюзеляжі встановили кілька кінокамер. Таким чином було вивчено обтікання крила малого подовження в умовах реального польоту. У цілому обидва МіГ-21І дозволили детально вивчити властиві безхвостій схемі особливості динаміки польоту і керованості, оцінити її маневрові можливості в широкому діапазоні кутів атаки та чисел М (до М = 2), дослідити режими звалювання і штопора. Нарешті, на аналогах виконали тренувальні польоти всі перші льотчики Ту-144. Літаки МіГ-21І використовувалися у програмі Ту-144 кілька років. Посадочна швидкість на цій машині стала близько 220 км/год замість 320 км/год у МіГ-21.

## Перший політ

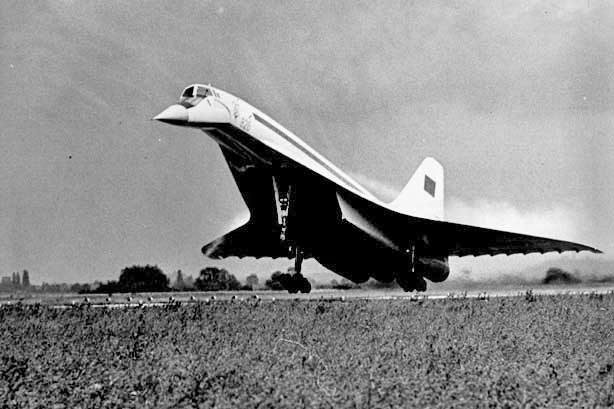
Дослідний Ту-144 на злеті

Партія вимагала, щоб перший політ Ту-144 обов'язково відбувся до кінця 1968 р. І для виконання цього бажання робилося все можливе. 5 грудня методична рада МАП видала дозвіл на виліт, 20 грудня літак уже був готовий до злету, проте здійснити його заважала погода.
Перший політ Ту-144 відбувся 31 грудня 1968 року, тобто на два місяці раніше надзвукового пасажирського Конкорда. Ту-144 є другим, після Douglas DC-8, в історії пасажирським авіалайнером, що подолав звуковий бар'єр, це відбулося 5 червня 1969 року на висоті 11000 метрів, досягнувши числа Маха М = 1,08.
Цей і низка наступних польотів показали, що процес проходження літаком трансзвукових режимів далекий від розрахункового. Майже рік знадобився на пошук причин незапланованого зростання опору, вироблення заходів протидії. 25 травня 1970 року перший Ту-144 нарешті перевищив швидкість М = 2 на висоті 16300 м, а 15 липня на ньому була досягнута максимальна швидкість 2443 км/год (М = 2,35).

### Випробування
Надалі відбувався ряд залікових та випробувальних польотів. Випробування йшли досить швидким темпом. На «нульовці» ніяких серйозних доопрацювань не здійснювалося, оскільки їх передбачалося застосувати вже на серійному літаку.
У цілому можна сказати, що випробування літака СССР-68001 дали три основних результати.
По-перше, вони підтвердили правильність прийнятих при створенні УПС найпринциповіших схемних, компонувальних і технологічних рішень.
По-друге, підтвердили неможливість досягнення необхідних характеристик, перш за все, дальності польоту, при даному конкретному конструктивному виконанні літака. (Зважаючи на значне перевищення маси порожнього спорядженого літака і недобору аеродинамічної якості, на крейсерському режимі дальність польоту склала всього близько 3500 км).
По-третє, дозволили визначити шляхи вдосконалення конструкції та досягнення необхідного технічного рівня. Тобто всі завдання, які зазвичай ставляться перед демонстратором технологій, перший дослідний літак повністю виконав.
Та й психологічний ефект у результаті виявився не менш важливим, ніж усі томи звітів із випробувань.

### Фінальний етап «нульовки»
З літа 1971 року приступив до польотів перший серійний зразок Ту-144, і інтенсивність випробувань «нульовки» значно знизилася. На ній тривало відпрацювання деяких окремих питань, але головною її функцією стала представницька. 23 травня того року літак уперше вилетів за межі СРСР і два дні провів у Празі. Звідти він вирушив до Франції, де до 8 червня демонструвався на XXIX міжнародному авіасалоні в Ле Бурже. З 13 по 17 червня літак виставлявся в берлінському аеропорту Шьонефельд і вже на зворотному шляху до Москви здійснив вимушену посадку у Варшаві через порушення герметичності паливної системи. З 6 по 14 вересня відбувся рейс до Софії. Вперше зарубіжний політ виконувався на надзвуковій швидкості, а час польоту до болгарської столиці склав 1 год 19 хв. З 19 квітня по 1 травня 1972 року машина побувала на авіасалоні в Гановері, а з 30 вересня по 5 жовтня — у Будапешті.
Востаннє дослідний Ту-144 піднявся в повітря 27 квітня 1973 року. Загалом він здійснив понад 120 польотів із загальним нальотом 180 годин, з них близько 50 годин на надзвукових режимах.

## Передсерійна модернізація

### Необхідність модернізації

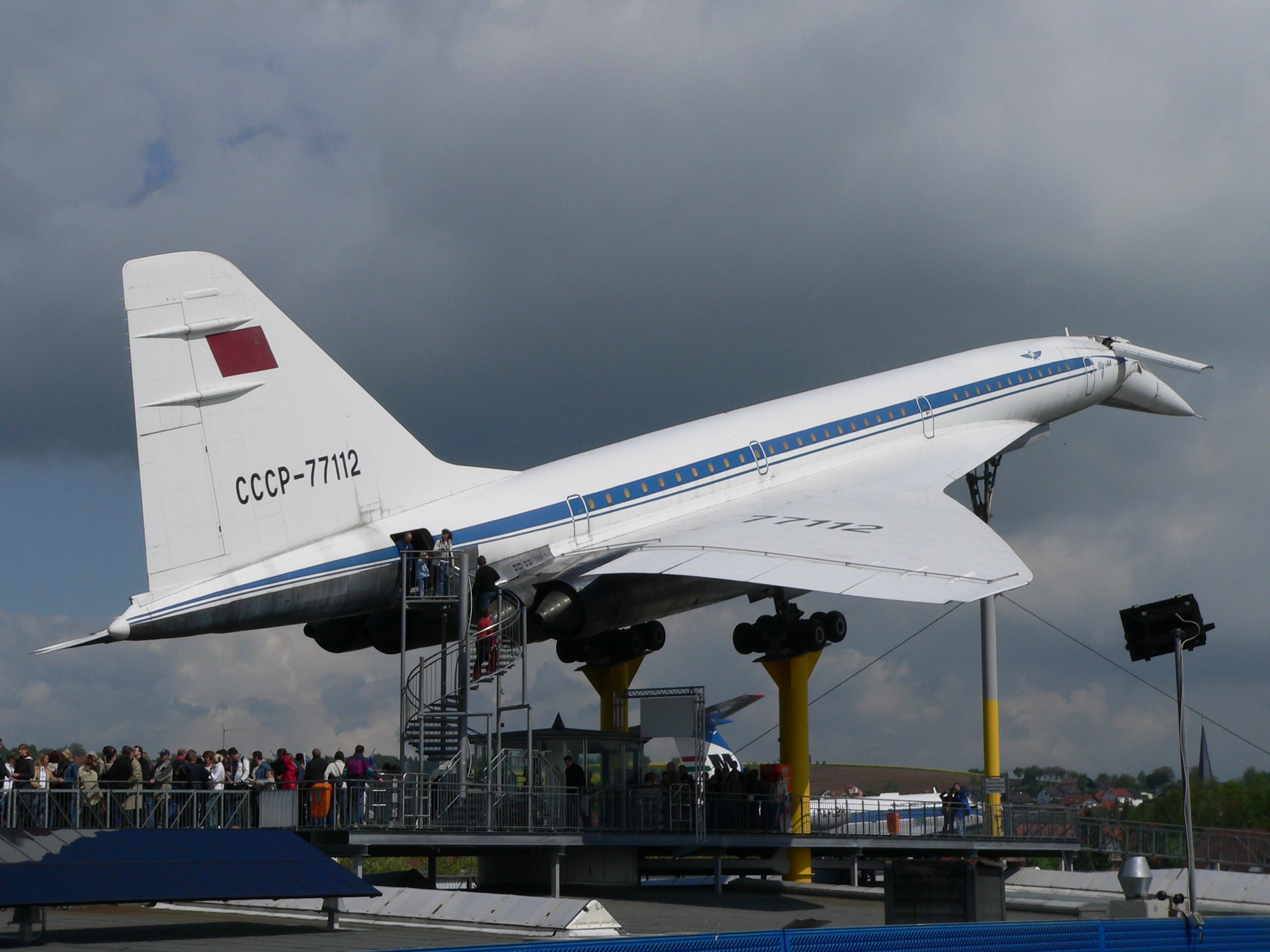
Ту-144 в музеї техніки в Зінсгаймі

Уже в 1967—1968 рр. стало зрозуміло, у якому напрямі слід розвивати дослідний Ту-144, щоб отримати заповітний «варіант із дальністю польоту 6500 км». Не були очевидні лише конкретні шляхи майбутніх конструктивних змін, проте після початку польотів «нульовки» незрозумілих питань ставало все менше. Причому картина вимальовувалася далеко не втішна: попри вимогу максимальної уніфікації дослідного і серійного зразків Ту-144, виконати його виявилося неможливо. Масштаби переробок були такі, що справедливо буде говорити не про доробки літака перед запуском його в серійне виробництво, а про створення абсолютно нового літального апарата з тією ж назвою.
Роботи з розвитку базової конструкції літака «044» йшли в у двох напрямках: створення нового економічного безфорсажного ТРД типу РД-36-51 та значне поліпшення аеродинаміки і конструкції Ту-144. Результатом цього повинно було стати виконання вимог по дальності надзвукового польоту. Рішення комісії Ради Міністрів СРСР по варіанту Ту-144 з РД-36-51 було прийнято в 1969 році. Одночасно за пропозицією МАП-МЦА приймається рішення, до моменту створення РД-36-51 та встановлення їх на Ту-144, про будівництво шести Ту-144 з НК-144А зі зменшеними питомими витратами палива. Конструкцію серійних Ту-144 з НК-144А передбачалося значно модернізувати, провести значні зміни в аеродинаміці літака, отримавши на крейсерському надзвуковому режимі Кмакс більше 8. Ця модернізація повинна була забезпечити виконання вимог першого етапу по дальності (4000—4500 км), надалі передбачався перехід у серії на РД-36-51.

### Фюзеляж
Його діаметр був збільшений до 3300 мм, що на 50 мм більше, ніж у дослідної машини. Довжина також зросла: у носовій частині зробили циліндричну вставку завдовжки 2610 мм, у хвостовій — 870 мм. Переробили і носову відхильну частину фюзеляжу — змінили її форму, розміри, положення вузлів навішування, а також засклення. У хвостовій частині фюзеляжу розмістили збільшений паливний бак на 6,4 т гасу, систему для балансування літака шляхом перекачування палива. У передній частині фюзеляжу було встановлено багатощілинне висувне крило, призначене для підвищення загальної підйомної сили на зльоті та посадці. При його висуненні елерони на крилі стали відхилятися вниз на кут 10". Змінено також внутрішнє компонування фюзеляжу: збільшено кількість пасажирських місць до 150, більш раціонально розміщені допоміжні та побутові приміщення. Задній багажник зменшений, зате під підлогою переднього пасажирського відсіку організований новий. З метою скорочення обсягу бортових буфетів і часу обслуговування пасажирів запроваджено новий принцип організації їхнього харчування з використанням заздалегідь розфасованих пакетів та одноразового посуду. Крім того, на перших серійних літаках було забезпечено аварійне покидання їх екіпажем на висотах до 2,5 км при індикаторній швидкості не більше 600 км/год.

### Крило

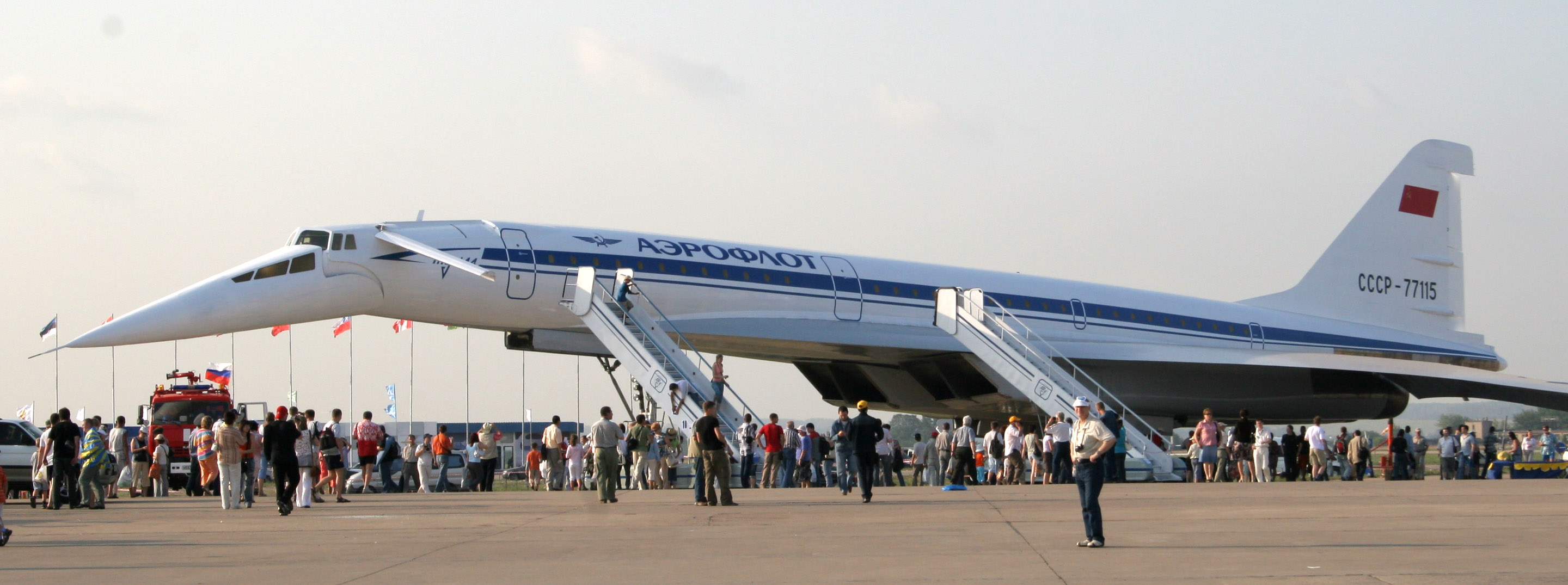
Ту-144 на авіасалоні МАКС

З метою поліпшення аеродинамічних характеристик літака на крейсерському режимі М = 2,2 змінили форму крила в плані. Стрілоподібність напливної частини по передній кромці зменшили до 76°, а базову збільшили до 57°. Порівняно з «044», збільшилася площа крила, ввели інтенсивнішу конічну крутку кінцевих частин крила. Однак найважливішим нововведенням з аеродинаміки крила стала зміна серединної частини крила, яке забезпечило самобалансування на крейсерському режимі з мінімальними втратами аеродинамічної якості, з урахуванням оптимізації за польотними деформаціями крила на цьому режимі. Була збільшена довжина фюзеляжу з урахуванням розміщення 150 пасажирів, покращена форма носової частини, що також позитивно вплинуло на аеродинаміку літака. На відміну від «044», кожну пару двигунів у парних мотогондолах із повітрозабірниками розсунули, звільнивши від них нижню частину фюзеляжу, розвантаживши його від підвищених температурних і вібраційних навантажень, при цьому змінили нижню поверхню крила в місці розрахункової області піджимання потоку, збільшили щілину між нижньою поверхнею крила і верхньою поверхнею повітрозабірника — все це дозволило інтенсивніше використовувати ефект піджимання потоку на вході в повітрозабірники на Кмакс, ніж це вдалося отримати на «044».
Так воно було повністю перекомпоноване: технологічне членування, положення силових нервюр, ліквідовані ніші шасі і т. д. У конструкції серійного крила все-таки знайшли застосування панелі подвійної кривизни, що дало помітне зростання аеродинамічної якості. Мотогондоли рознесли в сторони, їх повітрозабірники, силові шпангоути і системи допрацювали для можливості встановлення під час серійного виробництва двох типів двигунів- НК-144 і РД-36-51А. Перший із них, випробуваний на «нульовці», забезпечував необхідну тягу при надзвуковому польоті за рахунок ввімкнення форсажу, що вело до підвищеної витрати палива. Тому його планували зберегти лише на декількох серійних літаках. Потім збиралися поставити більш економічний безфорсажний РД-36-51А, створюваний на основі двигуна літака Т-4. Основні опори шасі повністю переробили: їхні візки з дванадцятиколісних перетворилися на восьмиколісні, а прибирання організували не в крило, а в мотогондоли. У зв'язку з необхідністю поліпшення шляхової стійкості було збільшено подовження і площу вертикального оперення.

### Інші вдосконалення
Крім того, у конструкцію літака внесли велику кількість змін. Не настільки помітних оку, але від цього нітрохи не менш важливих. Наприклад, багато було зроблено для полегшення конструкції, скорочення протяжності і кількості трубопроводів та інших комунікацій. Частину устаткування замінили більш сучасним і легким. Провели роботи зі збільшення ресурсу планера. Забезпечили велику свободу для теплових розширень елементів конструкції, перекомпонувавши технічні відсіки і т. д. Нарешті, підвищили злітну масу. Перелік цей можна було б продовжувати, але й без того зрозуміло: між серійним і дослідним зразками Ту-144 подібності ненабагато більше, ніж між ними обома і «Конкордом».

## Дослідні літаки та модифікації
Будувалися і переобладнані:
- Ту-144 («044») — перший дослідний зразок № 68001 з двигунами НК-144. Сильно відрізнявся багатьма елементами конструкції (формою і профілем крила, розміщенням двигунів і стійок шасі, конструкцією стійок шасі, довжиною і формою окремих елементів фюзеляжу, катапультованими кріслами екіпажу, відстрілюваними люками для виходу катапультованих крісел та іншими особливостями) від передсерійного і серійних і був швидше окремою моделлю літака.
- Ту-144 («004») — передсерійний дослідний зразок № 77101 із двигунами НК-144.
- Ту-144С — серійні (дослідні літаки та літаки, що експлуатувалися) з двигунами НК-144A.
- Ту-144Д — дослідні серійні літаки з двигунами РД-36-51.
- Ту-144ЛЛ — дослідний літак Ту-144Д з двигунами НК-32.

## Аварії

### Паризька катастрофа
3 червня 1973 року при виконанні демонстраційного польоту радянського літака Ту-144 поблизу аеродрому Ле-Бурже в околицях Парижа загинули 6 членів екіпажу та 25 мешканців містечка Гуссенвіль, що поряд із летовищем. Ще восьмеро було поранено. День катастрофи Ту-144 з бортовим номером СССР-77102, яка трапилася на XXX Міжнародному авіакосмічному салоні в Ле Бурже о 15 год 29 хв, став одним із найчорніших днів у долі літака та всієї радянської авіаційної промисловості. Плани СРСР використовувати літак на міжнародних авіалініях, експортувати його та скласти конкуренцію на міжнародному авіаринку надзвуковому англо-французькому «Конкорду» та американському Boeing 2707 лишилися нездійсненними.

### Аварія Ту-144Д
Перший Ту-144Д, на який покладалися основні надії, був готовий 18 квітня 1978 року і під позначенням СССР-77111 надійшов на заводські випробування. До 23 травня літак виконав 5 успішних польотів. У день аварії змішаному екіпажу МАП-МЦА належало провести другий контрольно-приймальний політ. Командував екіпажем льотчик-випробувач ДержНДІ ЦА В. Д. Попов, другим пілотом був Е. В. Елян. Після виконання більшої частини програми польоту, зокрема виходу на М = 2, екіпаж розпочав перевірку запуску допоміжної силової установки (ДСУ), для чого знизився до висоти 3000 м і встановив швидкість 480 км/год. У цей момент була зафіксована різниця в показниках кількості палива на борту по витратоміру та паливоміру приблизно 4,7 т, проте екіпаж не надав належного значення цій обставині, тому що тарування паливної системи на цьому літаку ще не проводилося. Була дана команда на запуск ДСУ, проте остання не запустилася.
Літак летів курсом у зону випробувальних польотів на швидкості 500 км/год. Раптово у льотчиків спрацювало табло «Пожежа», і бортінженер О. А. Ніколаєв доповів, що горить третій двигун, який він вимкнув, і ввів у дію вогнегасники. Командир розвернув літак на аеродром, і тут довелося вимкнути двигун № 4, також з причини пожежі. В. Д. Попов доповів «землі», що йде на двох двигунах, і просив забезпечити посадку з прямої і приготувати протипожежні засоби. У кабіну став надходити густий чорний дим. Відмовив ще один двигун. У такій ситуації долетіти до аеродрому було вже неможливо, і екіпаж посадив палаючий Ту-144Д прямо в полі. Пілоти і штурман покинули літак через кватирки кабіни екіпажу. Інженери-випробувачі В. М. Куліш, В. А. Ісаєв та В. Н. Столповський, які перебували в салоні, вибралися через передні вхідні двері. Але бортінженери О. А. Ніколаєв і В. Л. Венедиктов виявилися травмовані і затиснуті на робочих місцях деформованими конструкціями при посадці. Їх врятувати не вдалося. Усі ці події зайняли трохи більше 6 хвилин.
Ця та попередня аварії завдали дуже серйозного удару по програмі створення НПЛ Ту-144.
- Чому найшвидший літак у світі був знищений?

## Сертифікація
Ту-144 повинен був пройти величезний комплекс льотних і стендових перевірок — конкретно по 1753 пунктів норм ТНЛПНЛ. Тому МАП пред'явив на випробування кілька Ту-144, а розподіл завдань між ними було таким:
- на літаку № 01-1 випробовувалася силова установка на основі двигунів НК-144А, а також виконувалися перервані і продовжені злети;
- на літаку № 02-1, що злетів 13 грудня 1973 року, перевірялося навігаційне обладнання та системи електропостачання;
- на літаку № 02-2, який підключився до програми 16 червня наступного року, проходили перевірку аеродинамічні характеристики, міцність конструкції, стійкість і керованість на великих кутах атаки;
- літак № 04-1, який почав польоти 4 березня 1975 року, був задіяний для відпрацювання директорного заходу на посадку, автоматичної системи управління і автомата тяги;
- на літаку № 05-1 проводилася комплексна оцінка літака і бортових систем.

Крім того, деяку участь у випробуваннях взяли літаки № 04-2, № 05-2, а також № 01-2 до своєї трагічної загибелі в Парижі.
До кінця 1981 р. основний обсяг держвипробувань далекого літака був виконаний. Загалом 5 машин виконали 411 польотів із нальотом 764 години. Ту-144Д довів відповідність нормам ТНЛПНЛ і 9 червня 1981 року навіть отримав Тимчасовий сертифікат льотної придатності № 11В-144Д, що давав формальне право розпочати експлуатаційні випробування. Одним із висновків держвипробувань стало встановлення невідповідності реальної економічності двигуна заданій: витрата палива виявилася більшою на 3,4 %. Міністр авіапрому без зволікання дав наказ головному конструктору П. А. Колесову усунути цю невідповідність. Двигунобудівники зробили все, що могли, і новий варіант двигуна був створений, але із запізненням на 2 роки. Він успішно пройшов стендове відпрацювання, проте в повітря на Ту-144Д так ніколи і не піднявся.
Перед дозволом на перевезення пасажирів в МЦА вирішили провести експлуатаційні випробування, та за 2 дні до їх початку 12 листопада на стенді відбулося руйнування двигуна.

## Кінець епохи Ту-144

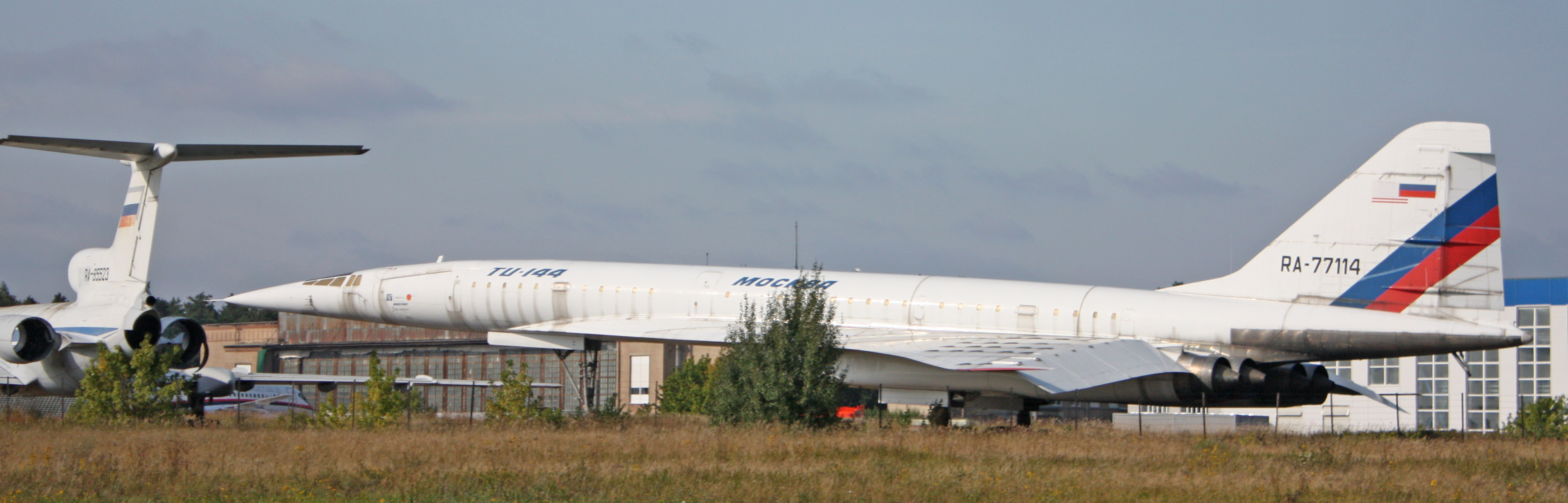
Ту-144 на аеродромі Рамєнскоє.

У цій ситуації дії керівників МЦА знову набувають агресивного характеру. В уряд СРСР один за одним ідуть листи і доповіді, у яких обґрунтовується безперспективність подальших зусиль з доведення літака. І 27 січня 1982 року здається МАП — новий міністр Іван Сілаєв дає вказівку № С24/464 «Про припинення серійного виробництва літаків Ту-144Д, закінчуючи літаком № 09-1». А 1 червня 1983 року виходить Постанова ЦК КПРС і Ради Міністрів СРСР № 491—169 «Про припинення робіт по літаку Ту-144 і використанні виготовлених літаків як летючих лабораторій».
Всього було побудовано шістнадцять Ту-144, які зробили загалом 2556 польотів загальною тривалістю 4110 годин. Більше за всіх 432 год — провів у повітрі літак із бортовим позначенням СССР-77114. До середини 1990-х рр. збереглося 10 екземплярів Ту-144, з них кілька літаків на прохання Міннауки і рішенням керівництва МАП були передані в музеї і навчальні заклади. Так, 29 лютого 1980 року екіпаж Г. Воронченка перегнав до Музею ВПС у Моніно літак СССР-77106. Борт СССР-77107, пілотований В. Матвєєвим, перелетів до Казані 29 березня 1985 року. Машина з бортовим позначенням СССР-77108 була перегнана до Куйбишева 27 серпня 1987 року екіпажем В. Борисова. 1 липня 1984 року на літаку СССР-77110 перелетів до Ульяновська С. Агапов. Борт СССР-77109 перебуває на заводі у Воронежі, де був побудований. Перший Ту-144Д (СССР-77105) залишався в Жуковському в аварійному стані, там же зберігалися і решта — чотири Ту-144Д (СССР-77112-77115). Вони були законсервовані для тривалого зберігання, і на них періодично проводилися необхідні профілактичні та ремонтні роботи. Згодом ці машини стали базою для створення летючої лабораторії Ту-144ЛЛ.

## Недоліки літака
- Висока вартість виробництва і експлуатації
- Підвищений шум
- Неекономний, велике споживання палива

## Порівняльна таблиця характеристик
Джерела: www.tu144sst.com та www.concordesst.com
|                                                  | Ту-144 різних модифікацій | Ту-144 різних модифікацій | Ту-144 різних модифікацій | Ту-144 різних модифікацій | Concorde                |
|                                                  | Ту-144 («044»)            | Ту-144С                   | Ту-144Д                   | Ту-144ЛЛ                  | Concorde                |
| Технічні характеристики                          | Технічні характеристики   | Технічні характеристики   | Технічні характеристики   | Технічні характеристики   | Технічні характеристики |
| ------------------------------------------------ | ------------------------- | ------------------------- | ------------------------- | ------------------------- | ----------------------- |
| Екіпаж, чол.                                     | 4                         | 4                         | 4                         | 4                         | 3                       |
| Довжина, м                                       | 59,40                     | 65,70                     | 65,70                     | 65,70                     | 61,66                   |
| Висота, м                                        | 12,25                     | 12,50                     | 12,50                     | 12,50                     | 12,2                    |
| Розмах крила, м                                  | 27,65                     | 28,00                     | 28,80                     | 28,80                     | 25,60                   |
| Площа крила, м²                                  | 438                       | 503                       | 507                       | 507                       | 358,6                   |
| Максимальна злітна маса, кг                      | 180 000                   | 195 000                   | 207 000                   | 203 000                   | 185 000                 |
| Маса корисного навантаження, кг                  | 12 000                    | 15 000                    | 15 000                    |                           | 13 380                  |
| Маса палива, кг                                  | 70 000                    | 98 000                    |                           | 95 000                    | 95 680                  |
| Двигуни                                          |                           |                           |                           |                           |                         |
| Кількість                                        | 4                         | 4                         | 4                         | 4                         | 4                       |
|                                                  | НК-144                    | НК-144A                   | РД-36-51А                 | НК-32-1                   | Olympus 593             |
| Тяга, максимальна, кН                            | 171,6                     | 178,0                     | 196,1                     | 245,0                     | 170,0                   |
| Тяга надзвукова, кН                              | 127,5                     | 147,0                     |                           | 137,5                     |                         |
| Льотні характеристики                            |                           |                           |                           |                           |                         |
| Максимальна швидкість, км/год                    | 2 430                     | 2 500                     | 2 285                     | 2 500                     | 2 330                   |
| Крейсерська швидкість (надзвукова), км/год       | 2 300                     | 2 200                     | 2 120                     | 2 300                     | 2 150                   |
| Швидкість посадки, км/год                        | 270                       | 270                       | 270                       | 270                       | 295                     |
| Практична дальність (з повним завантаженням), км | 2 920                     | 3 080                     | 5 330                     | 4 000                     | 6 470                   |
| Практична стеля, м                               |                           |                           | 20 000                    |                           | 18 300                  |
| Довжина розбігу, м                               |                           |                           | 2 930                     |                           |                         |
| Довжина пробігу, м                               |                           |                           | 2 570                     |                           |                         |